# Lux Mundi (boek)
Lux Mundi: A Series of Studies in the Religion of the Incarnation is een bundeling van 12 essays geschreven door liberaal anglo-katholieke theologen binnen de Kerk van Engeland welke in 1889 werd gepubliceerd. De redactie was in handen van Charles Gore (1852-1932), de toenmalige directeur van het anglo-katholieke opleidingsinstituut Pusey House (Oxford). Later werd Gore bisschop van Oxford. Alle schrijvers waren op een of andere wijze verbonden aan de Universiteit van Oxford.
De schrijvers van de essays weken af van eerdere anglo-katholieke theologen omdat zij niet afwijzend stonden tegenover bijbelkritiek en moderne natuurwetenschappelijke inzichten. Voor de essayisten vormt de incarnatie het belangrijkste christelijke leerstuk (en hoort voorrang te krijgen op leerstukken als verzoening en verlossing). De incarnatie (vleeswording) van Jezus Christus moet de achtergrond vormen voor al het menselijke handelen.
De invloed van Lux Mundi op het anglo-katholicisme in Engeland kan nauwelijks worden onderschat. Voor de Nederlandse theoloog Willem Jan Aalders (1870-1945) vormt het boek een van zijn bronnen voor zijn boek De Incarnatie.

## Schrijvers
- H. S. Holland ("Faith")
- Aubrey Moore ("The Christian Doctrine of God")
- J. R. Illingworth ("The Problem of Pain: its bearing on faith in God" en "The Incarnation in relation to Development")
- E. S. Talbot ("The Preparation in History for Christ")
- R. C. Moberley ("The Incarnation as the Basis of Dogma")
- Arthur Lyttelton ("The Atonement")
- Charles Gore ("The Holy Spirit and Inspiration")
- Walter Lock ("The Church")
- Francis Paget ("Sacraments")
- W. J. H. Campion ("Christianity and Politics")
- R. L. Ottley ("Christian Ethics")